# Pascale Jakubowski
Pour les articles homonymes, voir Jakubowski.
Pascale Jakubowski est une compositrice française née le 7 novembre 1960 à Sétif en Algérie, d'un père originaire de Pologne et d'une mère française.

## Biographie
En France, elle étudie le piano, la clarinette et le chant. Elle entame des études de philosophie puis choisit d'interpréter ses propres compositions en concert. Au conservatoire de Bordeaux, elle poursuit ses études en écriture, composition et analyse musicale et obtient la plus haute récompense (médaille d'or à l'unanimité). 
Elle sculpte des sons concrets pour créer de nouvelles architectures musicales grâce à des outils qu’elle expérimente au Studio de création et de recherche en informatique et musique électroacoustique (Scrime) à Bordeaux et à l’Institut de recherche et coordination acoustique/musique (Ircam) à Paris.
Pendant neuf ans, de 1990 à 1999, elle est chargée de cours de composition, de formation et d’analyse musicale auprès d’élèves et de professeurs d’écoles nationales de musique et de conservatoires. 
Puis elle se consacre entièrement à la composition. En juin 2005, la SACEM lui décerne le prix « Pierre et Germaine Labole » pour Hautes Terres, une œuvre pour violon, voix de mezzo-soprano, saxophone ténor, cor et hautbois solos, orchestre d'harmonie et ensemble d’accordéons. Certaines de ses pièces lui permettent de s'imposer parmi les compositeurs pour saxophone.
Ses œuvres font l'objet de commandes du Ministère de la Culture, de Radio France, de festivals, de solistes et d’orchestres et  sont créées tant en France qu’à l’étranger,.
Depuis 2007, elle est professeur d'analyse musicale et de composition au conservatoire à rayonnement régional de Saint-Étienne.[réf. nécessaire]
Son concerto pour clarinettes en Si b, clarinette basse et contrebasse et ensemble instrumental, Sous tes cils une énigme, a été créé en janvier 2011 à l'opéra-théâtre de Saint-Étienne par Hervé Cligniez et l'Ensemble orchestral contemporain.[réf. nécessaire]
En mai 2011, Roberto Aussel a créé sa pièce pour guitare, Exil à l’université permanente de Nantes.[réf. nécessaire]

## Œuvres
Pascale Jakubowski compose de nombreuses œuvres.

### Solo
- Protée V (1994) pour piano, création en Dordogne par Béatrice Peignois.
- Huit petites pièces pour piano (1995) création à l’école des Beaux-Arts de Bordeaux par Pascale Jakubowski.
- Protée VI (1996) pour saxophone baryton, création en Ille-et-Vilaine par Stéphane Sordet en 2000.
- Deux petites pièces en forme de haïku (1997) pour clarinette en si bémol, création à l’université de Bordeaux par Richard Rimbert.
- Sur la lune deux cils gris (1997), pour clarinette en si bémol, création en 1999 au National Concert Hall de Dublin (Irlande) par Paul Roé.
- Sous les arcs outrepassés (1997), pour clarinette en si bémol.
- Sous tes pieds les étoiles (1997) pour piano, création à l’école Britten de Périgueux par Béatrice Peignois.
- Accroché au cou de chaque homme un oiseau (1997) pour basson.
- Grand Bassam (1998) pour violoncelle, création à l’université de Bordeaux par David Simpson.
- Deux Préludes (1999) pour saxophone alto, création au musée d’Art moderne de Strasbourg par Paul Wehage.
- Duel (1999) pour saxophone alto, création dans plusieurs écoles de musiques en Ille-et-Vilaine.
- Entre plume et sable (1999) pour flûte alto, création au CNR de Rennes par Eric Bescond.
- Geb et Nout (1999) pour saxophone alto, violoncelle, trois timbales et sons fixés, création au CNR d’Amiens et de Boulogne-Billancourt.
- Alliance (2003) pour piano, création  en 2004 à Lille par Béatrice Peignois.
- d-li (2006) pour piano et voix de baryton, création à Radio France en juin 2006 par Thomas Dolié et Henri Bonamy.(commande de Radio France)
- Exil (2010) pour guitare, création à l'Université Permanente de Nantes par Roberto Aussel.

### Duo
- Rives et dérives (1996) pour saxophone ténor et piano, création à l’Université d’Alberta (Canada) par Jean Michel Goury (saxophone) et Yves Josset (piano).
- Ibéji II (1996) pour violon et piano, création en Dordogne par Joëlle Tiprez et Béatrice Peignois.
- Ibéji III (1996) pour violoncelle et piano, création en 1997 à l’école Britten de Périgueux par David Simpson et Béatrice Peignois.
- Ibéji IV (1997) pour piano et saxophone soprano, création en février 1998 à l’Université d’Alberta (Canada) par Yves Josset et Jean Michel Goury.
- Ibéji V (1999) pour saxophone alto et accordéon, création au Danemark par Paul Wehage et Maria Wärme Otterstrom.
- Look at mi (2005) pour violon et violoncelle, création à Luxembourg par Judith et Vania Lecuit.(commande Cid-Femmes du Luxembourg)

### Musique de chambre
- 1+1=3 (1997) pour piano, violoncelle et flûte basse, création en 1998 à l’école Britten de Périgueux par Béatrice Peignois, David Simpson et Gilles Burgos.
- Dans ton chapeau, une pierre de pluie (1997) pour clarinette, basson, piano, boîtes à musique préparées et jouets à ressorts, création en 1998 au centre culturel La Visitation à Périgueux par Jean-Marie Juan, Bruno Perret et Pascale Jakubowski.(commande de la ville de Périgueux)
- Les délibérations des fissures (1998) pour voix, violoncelle et piano, création à l’université de Bordeaux par Sylvie Deguy, David Simpson et Béatrice Peignois (piano).
- Trois pièces pour voix et piano (1999), création en 2000 à Rennes par et Charles Barbier et Agnès Dubois-Chauvet.
- Entre pierre et lune (1999) pour hautbois, alto et piano, création au centre culturel américain de Rennes par Laurent Doosche, Claire Merlet et Béatrice Peignois.
- Geb et Nout (1999) pour saxophone alto, violoncelle, trois timbales et sons fixés, création au CNR d’Amiens et de Boulogne-Billancourt. (commande del’Association des Saxophonistes)
- The Well’s indifference (2000) pour mezzo-soprano, flûte, violoncelle et accordéon, création au Danemark par le « Wärme-quartet ».(commande du quatuor)
- Sur l’épaule d’une ombre (2001) pour flûte, saxophone alto, piano à quatre mains et sons fixés, création en 2002 aux États-Unis et au Japon par le quatuor Apollinaire.(commande de Selmer France)

### Ensembles instrumentaux
- Vers l’île blanche (1996), concerto pour piano et ensemble instrumental, création au centre André Malraux à Bordeaux par Béatrice Peignois et l’ensemble Musique nouvelle de Bordeaux-Aquitaine, direction Michel Fusté-Lambezat.
- Concertino pour saxophone soprano et octuor de violoncelles (1998) création au festival international de Fiuggi (Italie) par Paul Wehage, l’octuor de violoncelles de Paris, Pascale Jakubowski (direction). (commande du festival)[7]
- Ode à Mars (2000) opéra de poche pour deux altos, un contre-ténor/baryton, un ténor, une basse, un violoncelle, un cor et une bande magnétique, sur un livret de Eduardo Manet, direction et mise en scène Irène Jarsky, création en 2000 au TNT à Bordeaux.(commande de l’État)
- La pluie le trouble (2006) pour clarinette en sib et quatuor à cordes, création par Gilles Noirez (clarinette) à l'Auditorium Saint-Germain à Paris.(commande de la ville de Paris)
- To nie takie (2010) pour flûte, clarinette et quatuor à cordes, création à l'Auditorium Saint-Germain à Paris.(commande de la ville de Paris)
- Sous tes cils une énigme (2010) concerto pour clarinettes sib, basse et contrebasse et ensemble instrumental (flûte ut/sol, hautbois/cor anglais, basson/contrebasson, trompette, cor, trombone, quintette à cordes et percussions) , création par l'Ensemble Orchestral Contemporain à l'Opéra de Saint-Étienne.(commande de l’EOC )[7]

### Chœurs
- Les paupières des dormeurs (1999) pour voix de soprano et chœur de femmes, création en Dordogne par Hermine Huguenel et « les Dames de Cœur ».
- Phares de campagne (2000) pour chœur féminin et orchestre, création à Rennes en juin 2000.(commande de l’ADDM 35)
- Amulette (2000) pour chœur d’enfants et chœur mixte, création en Ille-et-Vilaine en juin 2000.
- Éclaircie (2002) pour chœur féminin, ensemble à cordes et saxophone ou pour chœur mixte.(Commande de l’ENM des Alpes de Haute Provence)
- Le lit à roulettes (2003) pour chœur mixte, création à Périgueux par l’ensemble vocal de Périgueux.(commande de l’ADDM 24)

### Orchestre avec ou sans solistes
- La voie des ailes (2002) pour trio de saxophone  et orchestre, création à Brest par le trio de saxophones « Trimurti » et l’orchestre symphonique de l’ENM de Brest.(commande de l’État)
- La pluie le trouble (2008) pour orchestre.
- Sous les pierres plates (2009) concerto pour deux clarinettes et orchestre, création par Richard Rimbert, Mathieu Larrieu et les Symphonistes d'Aquitaine en Gironde.(commande personnelle de Richard Rimbert)

### Orchestre d'harmonie
- Ligne de crête (2000) pour orchestre d'harmonie, création en 2000 en Ille-et-Vilaine par plusieurs harmonies du département.(commande de l’ADDM 35)
- Aux pieds des grands arbres (2008) pour orchestre d'harmonie, création à l'Auditorium Saint-Germain à Paris.(commande de la ville de Paris)
- Entre toi et tout (2008) pour orchestre d'harmonie, création à l'Auditorium Saint-Germain à Paris.(commande de la ville de Paris)

### Grands ensembles
- Des oiseaux sous les flots (2000) pour ensemble à cordes et guitares, création en 2000 à Rennes.(commande de l’ADDM 35)
- Dans les champs de pierres (2000) pour bagad et orchestre ou pour bagad et harmonie, création en 2000 à Rennes par le bagad de Vern et trois harmonies d’Ille-et-Vilaine.(commande de l’ADDM 35)
- Une échelle contre un pan de ciel (2000) pour harmonie, orchestre à cordes et guitares, chœur féminin et bagad, création en 2000 à Rennes par plusieurs ensembles du département.(commande de l’ADDM 35)
- Imram (2002) pour saxophone, bagad et harmonie, création à Brest par la kevrenn Brest Sant-Mark et l’harmonie de l’EMN.(commande de Musique et Danse en Val-de -Marne)
- Le prochain pas (2003) pour chœur, harmonie, batterie fanfare, steel band et bagad, création à Laval par différentes formations du département. Partition publiée en coédition Addm53 et les Éditions Aedam Musicae  disponible sur .(commande de l’ADDM 53)
- Hautes Terres (2004) pour  violon, voix de mezzo-soprano, saxophone ténor, cor, hautbois solo, orchestre d’harmonie et ensemble d’accordéons, création dans les Alpes-de-Haute-Provence par les professeurs de l’ENM des Alpes-de-Haute-Provence, l’académie d’accordéons et l’harmonie départementale.(commande de l’ENM des Alpes de Haute Provence)
- Les délibérations des nomades (2005) pour kaval, clarinette, saxophone, trompette, violon, accordéon, guitare, contrebasse, trio de zarbs et orchestre symphonique, création dans les Alpes-de-Haute-Provence par les solistes d’Aksak, le trio Chémirani, et l’orchestre opus 04-05.(commande de l’ENM des Alpes de Haute Provence)

### Musique électroacoustique
- Marine (1992) pour bande magnétique, création pour La Science en Fête à Bordeaux.
- Télé-plastique (1993) pour bande magnétique, création au centre André Malraux à Bordeaux.
- L’araignée folle par volonté (1998) pour bande magnétique, gravure CD hommage à Pierre Schaeffer, prod. Octandre-Bordeaux. Création au Festival Aujourd’hui Musiques à Perpignan.
- Dans les yeux des nomades (2000) musique électroacoustique, CD inséré dans un livre, « Rencontres entre artistes et mathématiciennes » aux éditions l’Harmattan.(commande de l’État)
- Le destin des petits riens (2005) , pièce électroacoustique dans un environnement plastique de Francis Proudhom, création en 2006 en Gironde par Orell Vallet, Francis Proudhom et Pascale Jakubowski.(commande de l’État)[7]

## Discographie
- L’araignée folle par volonté dans « Cinq minutes pour cinquante ans », hommage de quatorze compositeurs à Pierre Schaeffer et à cinquante ans de création sonore.
- Ibéji IV dans « Jean-Michel Goury / North-american tours 1998-1999 ».
- Dans les yeux des nomades CD inséré dans « Rencontres entre artistes et mathématiciennes » aux éditions L’Harmattan, Paris.

## Émissions de radio
- Février 1999 : Diffusion de Sous tes pieds les étoiles pour piano dans Alla Breve, une émission proposée par David Herschel sur France Musique.
- Avril 2004 : Portrait de Pascale Jakubowski dans À nouveau la musique, une émission proposée par Gérard Gromer sur France Culture.
- Juillet 2005 : Pascale Jakubowski présente ses réalisations lors de ses résidences et ses créations pluridisciplinaires avec Francis Proudhom et Jean-Paul Thibeau dans À nouveau la musique, une émission proposée par Gérard Gromer sur France Culture.
- Juin 2006: Diffusion de D-li pour voix de baryton et piano, dans l’émission de Gaëlle Le Gallic, Dans la cour des grands sur France Musique.
- Janvier 2009: Diffusion du Destin des petits riens, œuvre électroacoustique, dans Électromania, une émission proposée par David Jisse, Christian Zanési et Christophe Bourseiller sur France Musique.